# Giorgi Tschakwetadse
Giorgi Tschakwetadse (georgisch გიორგი ჩაკვეტაძე; englisch Giorgi Chakvetadze; * 29. August 1999 in Tiflis) ist ein georgischer Fußballspieler. Der offensive Mittelfeldspieler steht seit August 2023 beim FC Watford unter Vertrag.

## Karriere

### Verein
Tschakwetadse spielte zunächst in der Jugend des FC Norchi Dinamo Tiflis, ehe er 2010 zu Dinamo Tiflis wechselte. Dort debütierte er im November 2016 im Alter von 17 Jahren in der höchsten georgischen Spielklasse und kam bis zum Ende der Saison 2016 zu einem weiteren Einsatz. In der Saison 2017 absolvierte der offensive Mittelfeldspieler bis Ende August als Stammspieler 24 Erstligaeinsätze, erzielte 5 Tore und bereitete 10 weitere vor. Dinamo schloss ohne ihn die Saison mit nur einem Punkt Rückstand auf den Meister Torpedo Kutaissi als Zweitplatzierter ab; Tschakwetadse hatte zuvor den Verein nach dem 24. Spieltag verlassen.
Ende August 2017 wechselte Tschakwetadse zum belgischen Erstligisten KAA Gent. Von März bis Dezember 2019 konnte er infolge einer Knieverletzung nicht spielen. Im Oktober 2019 wurde die Verlängerung seines Vertrages bis Sommer 2023 bekanntgegeben. In der Saison 2020/21 wurde er bei 40 möglichen Spielen lediglich bei drei Ligaspielen, zuletzt Anfang Oktober 2020, sowie einem Spiel in der Europa League eingesetzt. In der Saison 2021/22 folgten bis Ende Januar 2022 nur 8 Ligaeinsätze (4-mal von Beginn) und 3 Einsätze (2-mal von Beginn) in der Europa Conference League.
Ende Januar 2022 wechselte der 22-Jährige bis zum Ende der Saison 2021/22 auf Leihbasis in die 2. Bundesliga zum Hamburger SV. Unter Tim Walter konnte sich der Georgier allerdings nicht durchsetzen. Er kam auf 10 Zweitligaeinsätze, stand lediglich 2-mal in der Startelf und erzielte ein Tor. Mit seinem Leihende verließ Tschakwetadse den HSV wieder.
Für die Saison 2022/23 wurde Tschakwetadse ohne Kaufoption an den zu diesem Zeitpunkt amtierenden slowakischen Meister ŠK Slovan Bratislava weiterverliehen. Er bestritt 25 von 32 möglichen Ligaspielen für Bratislava, in denen er sein einziges Tor für den Verein schoss, 16 Spiele im Europapokal und sechs Spiele im Pokal. Erneut beendete Bratislava die Saison als Meister.
Anfang August 2023 wurde er, ohne bei Gent eingesetzt wurden zu sein, an den englischen Zweitligisten FC Watford für die Saison 2023/24 mit anschließender Kaufoption ausgeliehen.
Im September 2024 schloss der FC Watford mit Tschakwetadse einen neuen Vertrag, der mindestens bis 2029 läuft.

### Nationalmannschaft
Tschakwetadse spielt seit 2015 für die Auswahlmannschaften des Georgischen Fußballverbandes. Für diesen durchlief er die U17, U19 und U21. Am 24. März 2018 kam er zu seinem ersten Spiel in der A-Auswahl. Beim 4:0-Heimsieg über Litauen spielte er von Beginn an und erzielte den Endstand in der 40. Minute. Nach 69 Spielminuten wurde er gegen Giorgi Aburdschania ausgewechselt.

## Erfolge und Auszeichnungen
- Georgischer Fußballer des Jahres: 2018
- Slowakischer Meister: 2022/23